# Tyrosinémie type 1
La tyrosinémie type 1 est une maladie génétique en rapport avec un déficit enzymatique, la fumarylacétoacétate hydrolase (en), qui est une des dernières étapes du catabolisme de la tyrosine.

## Symptomatologie
Les manifestations de cette maladie sont dans les premières semaines de vie des signes d'insuffisance hépatique sévère avec vomissements, diarrhée, ictère, ascite, hypoglycémie, œdème et syndrome hémorragique pouvant se compliquer d'une septicémie. Une forme plus tardive se manifeste avant la fin de la première année d'une insuffisance hépatique avec insuffisance rénale de type tubulaire, prise de poids faible et rachitisme hypophosphatémique. La maladie peut débuter plus tardivement par un rachitisme vitamino-résistant lié à la tubulopathie. Plus rarement cette maladie se manifeste par des crises tyrosinémiques d'un à sept jours dominées par des signes neurologiques : neuropathie porphyrique ou dystonie. Des douleurs abdominales, des troubles respiratoires nécessitant une assistance neurologique peuvent être au premier plan.
En l'absence de traitement, le décès survient avant l'âge de dix ans, habituellement par insuffisance hépatocellulaire, carcinome hépatocellulaire ou insuffisance respiratoire d'origine neurologique.

## Traitement
Le traitement médicamenteux de la tyrosinémie de type 1 se base sur la nitisinone (2-[2-nitro-4-(trifluoromethyl)benzoyl]
cyclohexane-1,3-dione ou NTBC), commercialisée sous le nom d'Orfadin. Elle inhibe la conversion du 4-hydroxyphénylpyruvate en acide homogentisique par la 4-hydroxyphénylpyruvate dioxygénase, empêchant l'accumulation de fumarylacetoacetate (en).
Le traitement médicamenteux est associé à un régime pauvre en phénylalanine et en tyrosine.
Le traitement permet une amélioration importante dans plus de 90 % des cas.